# Elliott Nugent
Elliott Nugent (20 de septiembre de 1896 – 9 de agosto de 1980) fue un director, actor y guionista cinematográfico de nacionalidad estadounidense.

## Biografía
Nacido en Dover, Ohio (Estados Unidos), su padre era el guionista, productor y actor J.C. Nugent. Siendo niño, Nugent ya actuaba en el vodevil, interviniendo en numerosos espectáculos junto a sus padres y a su hermana Ruth. Inscrito en la Universidad de Ohio, fue gran amigo de James Thurber, con el cual colaboró más adelante en la redacción de diversas obras teatrales.
Nugent debutó en el circuito de Broadway en 1921 con la comedia Dulcy, de George S. Kaufman y Marc Connelly. Su interpretación como Tom Sterrett obtuvo un gran éxito, tanto que fue confirmado en el papel cuando la comedia fue adaptada al cine en 1930 con el film Not So Dumb, dirigido por King Vidor.
En los años 1920, Nugent se casó con la actriz Norma Lee. En esa época su actividad se repartía entre la interpretación, la literatura y la dirección teatral junto a su padre. En el cine actuaba de vez en cuando, y en 1929 fue protagonista, junto a Robert Montgomery, de So This Is College, con dirección de Sam Wood. Su debut como director cinematográfico llegó en 1932 con The Mouthpiece, un film de Warner Bros. interpretado por Warren William y codirigido por James Flood. El primer título totalmente dirigido por él fue 1933 If I Were Free (1933), producido por RKO Pictures. A la vez continuaba con su actividad como actor, a menudo en pequeños papeles sin acreditar en los títulos.
Nugent escribió obras teatrales junto a su amigo James Thurber: el 9 de enero de 1940 debutó en Broadway, en el Cort Theatre, con The Male Animal, una comedia interpretada, entre otros, por Gene Tierney. Esta pieza tuvo un gran éxito, con 243 representaciones, adaptándose en 1952 en dos producciones diferentes. En la producción representada en el Music Box Theatre se hicieron 317 funciones, y Nugent interpretó el papel principal junto a Robert Preston y Martha Scott.
En los años 1940 se dedicó principalmente a la dirección de comedias: trabajó con Bob Hope en The Cat and the Canary, y con Danny Kaye en Up in Arms. Su última dirección tuvo lugar en 1952, Just for You, film de Paramount interpretado por Bing Crosby, Jane Wyman, Ethel Barrymore y Natalie Wood.
Elliott Nugent se retiró de la escena en 1957, y en 1965 se publicó su autobiografía, "Events leading up to the comedy". Falleció en Nueva York, Estados Unidos, en 1980. Fue enterrado en el Cementerio Gate of Heaven,  en Hawthorne (Nueva York).

## Selección de su filmografía

### Director
- The Mouthpiece, codirigida con James Flood (1932)
- Life Begins, codirigida con James Flood (1932)
- Whistling in the Dark, codirigida con Charles Reisner (1933)
- If I Were Free (1933)
- Two Alone (1934)
- Strictly Dynamite (1934)
- She Loves Me Not (1934)
- Enter Madame (1935)
- Love in Bloom (1935)
- College Scandal (1935)
- Splendor (1935)
- And So They Were Married (1936)
- Wives Never Know (1936)
- It's All Yours (1937)
- Professor Beware (1938)
- Give Me a Sailor (1938)
- Never Say Die (1939)
- The Cat and the Canary (1939)
- Nothing But the Truth (1941)
- The Male Animal (1942)
- The Crystal Ball (1943)
- Up in Arms (1943)
- My Favorite Brunette (1947)
- Welcome Stranger (1947)
- My Girl Tisa (1948)
- Mr. Belvedere Goes to College (1949)
- The Great Gatsby (1949)
- The Skipper Surprised His Wife (1950)
- My Outlaw Brother (1951)
- Just for You (1952)

### Actor
- Headlines, de Edward H. Griffith (1925)
- The Single Standard, de John S. Robertson (1929)
- Wise Girls, de E. Mason Hopper (1929)
- So This Is College, de Sam Wood (1929)
- Not So Dumb, de King Vidor (1930)
- The Sins of the Children, de Sam Wood (1930)
- The Unholy Three, de Jack Conway (1930)
- Romance, de Clarence Brown (1930)
- For the Love o' Lil, de James Tinling (1930)
- The Virtuous Husband, de Vin Moore (1931)
- The Last Flight, de William Dieterle (1931)
- Three-Cornered Moon, de Elliott Nugent (1933)
- Strictly Dynamite, de Elliott Nugent (1934)
- Thunder in the City, de Marion Gering (1937)
- Welcome Stranger, de Elliott Nugent (1947)
- My Girl Tisa, de Elliott Nugent (1948)
- My Outlaw Brother, de Elliott Nugent (1951)
- The Sins of the Fathers (TV, 1954)

### Guionista
- The Poor Nut, de Richard Wallace (1927)